# Nationaal Songfestival 1990
Het Nationaal Songfestival 1990 werd verdeeld over twee halve finales en een finale die werden gehouden in februari en maart 1990 in het Congresgebouw in Den Haag. Het werd gepresenteerd door  Paula Patricio. De winnaar werd gekozen door 12 regionale jury's. Winnaar werd Maywood.

## Halve finales
Elke halve finale had tien liedjes waarvan vijf naar de finale gingen.  De winnende liedjes werden gekozen door een landelijke steekproef van televisiekijkers.

#### Halve finale 1
| Startplaats | Artiest           | Lied                         | Kwalificatie |
| ----------- | ----------------- | ---------------------------- | ------------ |
| 1           | Cha-Cha           | "Oh wat een heerlijke tijd"  | J            |
| 2           | Rose Glisten      | "Niet zonder jou"            | N            |
| 3           | Gordon            | "Gini"                       | J            |
| 4           | Maywood           | "Ik wil alles met je delen"  | J            |
| 5           | Angelina van Dijk | "Later"                      | N            |
| 6           | Sietze Hansen     | "Anne"                       | N            |
| 7           | Jeans             | "Freedom, Freiheit, liberté" | J            |
| 8           | Harold Verwoert   | "Blijf maar bij mij"         | N            |
| 9           | Helen Carmine     | "Morgen"                     | N            |
| 10          | Marc Benz         | "Geef mij een kans"          | J            |

#### Halve finale 2
| Startplaats | Artiest         | Lied                     | Kwalificatie |
| ----------- | --------------- | ------------------------ | ------------ |
| 1           | The Company     | "Zonder liedje"          | J            |
| 2           | Georgie Davis   | "Eenmaal"                | J            |
| 3           | Simple and Pure | "Einde van de regentijd" | J            |
| 4           | Jolanda de Wit  | "Je bent het echt"       | N            |
| 5           | Erik Mesie      | "Liefde"                 | N            |
| 6           | Aurora          | "De mooiste dag"         | N            |
| 7           | John Vis        | "Ben je gek"             | N            |
| 8           | Gina            | "Liever alleen"          | J            |
| 9           | Tony Neef       | "Alles"                  | N            |
| 10          | Shift           | "Helemaal"               | J            |

## Finale
| Startplaats | Artiest         | Lied                         | Punten | Plaats |
| ----------- | --------------- | ---------------------------- | ------ | ------ |
| 1           | The Company     | "Zonder liedje"              | 95     | 2      |
| 2           | Cha-Cha         | "Oh wat een heerlijke tijd"  | 46     | 8      |
| 3           | Gordon          | "Gini"                       | 45     | 9      |
| 4           | Simple and Pure | "Einde van de regentijd"     | 60     | 6      |
| 5           | Georgie Davis   | "Eenmaal"                    | 44     | 10     |
| 6           | Jeans           | "Freedom, Freiheit, liberté" | 64     | 5      |
| 7           | Gina            | "Liever alleen"              | 56     | 7      |
| 8           | Marc Benz       | "Geef mij een kans"          | 69     | 4      |
| 9           | Maywood         | "Ik wil alles met je delen"  | 102    | 1      |
| 10          | Shift           | "Helemaal"                   | 79     | 3      |

| Lied                       | DRE | OVE | ZLD | UTR | LIM | ZHO | NBR | NHO | FRL | FLE | GRO | GLD | Totaal |
| -------------------------- | --- | --- | --- | --- | --- | --- | --- | --- | --- | --- | --- | --- | ------ |
| Zonder liedje              | 7   | 8   | 8   | 9   | 9   | 9   | 10  | 6   | 10  | 8   | 4   | 7   | 95     |
| Oh wat een heerlijke tijd  | 1   | 3   | 6   | 5   | 8   | 1   | 2   | 4   | 3   | 6   | 1   | 6   | 46     |
| Gini                       | 5   | 1   | 4   | 3   | 3   | 5   | 1   | 3   | 2   | 10  | 5   | 3   | 45     |
| Einde van de regentijd     | 6   | 7   | 3   | 7   | 7   | 3   | 6   | 5   | 6   | 5   | 3   | 2   | 60     |
| Eenmaal                    | 3   | 6   | 5   | 2   | 1   | 8   | 4   | 1   | 1   | 1   | 7   | 5   | 44     |
| Freedom, Freiheit, liberté | 9   | 4   | 1   | 10  | 4   | 2   | 5   | 7   | 8   | 2   | 8   | 4   | 64     |
| Liever alleen              | 8   | 9   | 9   | 1   | 2   | 4   | 3   | 2   | 4   | 4   | 9   | 1   | 56     |
| Geef mij een kans          | 2   | 2   | 2   | 4   | 10  | 10  | 7   | 8   | 5   | 9   | 2   | 8   | 69     |
| Ik wil alles met je delen  | 10  | 10  | 7   | 8   | 6   | 7   | 9   | 9   | 9   | 7   | 10  | 10  | 102    |
| Helemaal                   | 4   | 5   | 10  | 6   | 5   | 6   | 8   | 10  | 7   | 3   | 6   | 9   | 79     |

1956 · 1957 · 1958 · 1959 · 1960 · 1961 · 1962 · 1963 · 1964 · 1965 · 1966 · 1967 · 1968 · 1969 · 1970 · 1971 · 1972 · 1973 · 1974 · 1975 · 1976 · 1977 · 1978 · 1979 · 1980 · 1981 · 1982 · 1983 · 1984 · 1986 · 1987 · 1988 · 1989 · 1990 · 1992 · 1993 · 1994 · 1996 · 1997 · 1998 · 1999 · 2000 · 2001 · 2003 · 2004 · 2005 · 2006 · 2007 · 2008 · 2009 · 2010 · 2011 · 2012